# 覺羅懷玉
覺羅懷玉（1703年—1743年），字純夫，一字崑山，镶蓝旗满洲觉罗德進佐领下人，雍正乙卯繙譯舉人。
後官翰林院筆帖式、主事。著有《昆山诗草》。

## 家庭成员
- 祖先興祖直皇帝福滿；
- 祖父觉罗圖丹，三等轻车都尉；
- 父觉罗華顯，官拜川陕总督；
- 妻棟鄂氏，護軍叅領兼佐領伊特黑之女；
- 兄长觉罗德进，康熙乙酉举人，佐领、觉罗名昌，康熙壬辰进士。[3]